# ایرآسیای اندونزی
ایرآسیای اندونزی (انگلیسی: Indonesia AirAsia) نام شرکت هواپیمائی اندونزیایی است که پروازهای ارزان قیمت محلی و بین‌المللی را ارائه می‌دهد. پایگاه اصلی این شرکت هوایی جاکارتا، اندونزی است. این شرکت یکی از زیر شاخه‌های شرکت هوایی ایرآسیا مالزی است.
فرودگاه بین‌المللی سوئکارنو-هتا، جاکارتا فرودگاه اصلی این شرکت هواپیمائی است.
به دلیل نداشتن استاندارهای امنیتی مورد نیاز اتحادیه اروپا، تا سال ۲۰۱۰ میلادی این شرکت و بسیاری از شرکت‌های هواپیمائی اندونزی، اجازهٔ ارائهٔ خدمات پرواز به اروپا را نداشتند که در ژوئیه ۲۰۱۰ اجازهٔ پرواز به ایرآسیا اندونزی داده شد.
شرکت ایرآسیا اندونزی توسط دولت اندونزی در گروه ۱ شرکت‌های هوایی قرار گرفته‌است.